# Нуулопа
Нуулопа (самоан. Nuʻulopa) — небольшой необитаемый остров в проливе Аполима на Самоа. Входит в округ Аига-и-ле-Таи.

## География
Средняя высота над уровнем моря составляет примерно 50 метров. Остров расположен на подводном хребте между Уполу и Савайи. На острове растут кокосовые пальмы. Также Нуулопа является убежищем для некоторых видов летучих мышей и морских черепах. В 2006 году, вместе с соседними островами Маноно и Аполима, был включён в список кандидатов на получение статуса Всемирного наследия ЮНЕСКО. 

## Климат
Климат тропический. Постоянно жаркая погода, смягченная ветрами.  Как и другие острова Самоа, Нуулопа иногда подвергается воздействию циклонов.